# Bauernbewegung
Die Bauernbewegungen in der Moderne waren soziale bzw. politische Bewegungen der Landbevölkerung für soziale Reformen. Zumeist ging es der Bauernbewegung um Landreformen, womit sie Teil der Landreformbewegung war. Die Bauernbewegung hatte besonders dort großen Zulauf, wo der Landbesitz ungleich („ungerecht“) verteilt war oder wo die bäuerliche Bevölkerung einen großen Anteil an der Bevölkerung hatte. Bei der Bauernbewegung muss man unterscheiden zwischen der eigentlichen politischen Bauernbewegung (vgl. Bauernpartei) und den übrigen sozialen Bestrebungen, die auf eine Verbesserung der bäuerlichen Lebensverhältnisse zielten.
Die größte aktuell existierende Vereinigung von Bauernbewegungen ist die 1993 gegründete Via Campesina. Sie hat das Konzept der Ernährungssouveränität geprägt.